# 1300 Марсель
1300 Марсель (1300 Marcelle) — астероїд головного поясу, відкритий 10 лютого 1934 року.
Тіссеранів параметр щодо Юпітера — 3,311.